# Dan Tătaru
Dan Tătaru (n. 9 mai 1969 – d. 2 august 2020, Moinești, Bacău, România) a fost un politician român, ales senator în legislatura 2012-2016 pe listele PSD și secretar de stat în MApN, în două mandate, 2009 și 2012. În 2015, Dan Tătaru a devenit neafiliat.

## Studii
Dan Tătaru a absolvit Facultatea de management a Universității „George Bacovia”, în 2003, și un master în Managementul afacerilor, în 2005. În 2009, a urmat Cursul pentru generali și ambasadori la Colegiul de apărare NATO⁠(en)[traduceți] de la Roma și pe cel de nivel înalt „Securitate și bună guvernare, România în NATO și UE”, la Colegiul Național de Apărare din București.